# Daumantas litván nagyfejedelem
Daumantas (†1285?) Litvánia feltételezett nagyfejedelme 1282 és 1285 között.

## Élete
Daumantasról szinte semmit sem tudunk, megbízhatóan csak egy esemény kapcsán említi néhány orosz krónika. Származása ismeretlen, talán Traidenis nagyfejedelem fia (esetleg fivére) volt, aki annak halála után megörökölte a trónt.
A Trojcei krónika, illetve néhány másik orosz évkönyv leírja, hogy 1285 augusztusában a litvánok nagy sereggel és Daumantas nagyfejedelem vezetésével rátámadtak a tveri Szimeon püspök birtokában lévő Olesnya járásra. Az orosz fejedelemségek (Tver, Moszkva, Volokalamszk, Torzsok, Dmitrov, Zubcov és Rzsev) egyesült hadereje legyőzte őket és a csatában a litvánok vezére elesett. A Voszkreszenszkiji krónika szerint nem meghalt, hanem fogságba esett.
A 16. századi A litván és szamogit nagyfejedelemség krónikája is ír Daumantasról, de annak első részéből nyilvánvaló, hogy összekeveri Daumantas pszkovi fejedelemmel, akinek a feleségét húsz évvel korábban erővel elvette Mindaugas litván király és aki ezért bosszúból összeesküdött ellene és meggyilkoltatta a királyt. A krónika is leírja, hogy Daumantas Traidenis fivére volt és hat orgyilkossal megölette őt, hogy maga üljön a trónra; ám később Traidenis addig kolostorban élő fia (aki azonos lehet Mindaugas fiával, Vaišelgával) bosszút állt rajta.

## Fordítás
- Ez a szócikk részben vagy egészben  a(z)   Довмонт (великий князь литовский) című orosz Wikipédia-szócikk ezen változatának fordításán alapul.  Az eredeti cikk szerkesztőit annak laptörténete sorolja fel. Ez a jelzés csupán a megfogalmazás eredetét és a szerzői jogokat jelzi, nem szolgál a cikkben szereplő információk forrásmegjelöléseként.

| Előző uralkodó: Traidenis | Litvánia nagyfejedelme 1282-1285 | Következő uralkodó: Butigeidis |